# Edward Irving
Pour les articles homonymes, voir Irving.

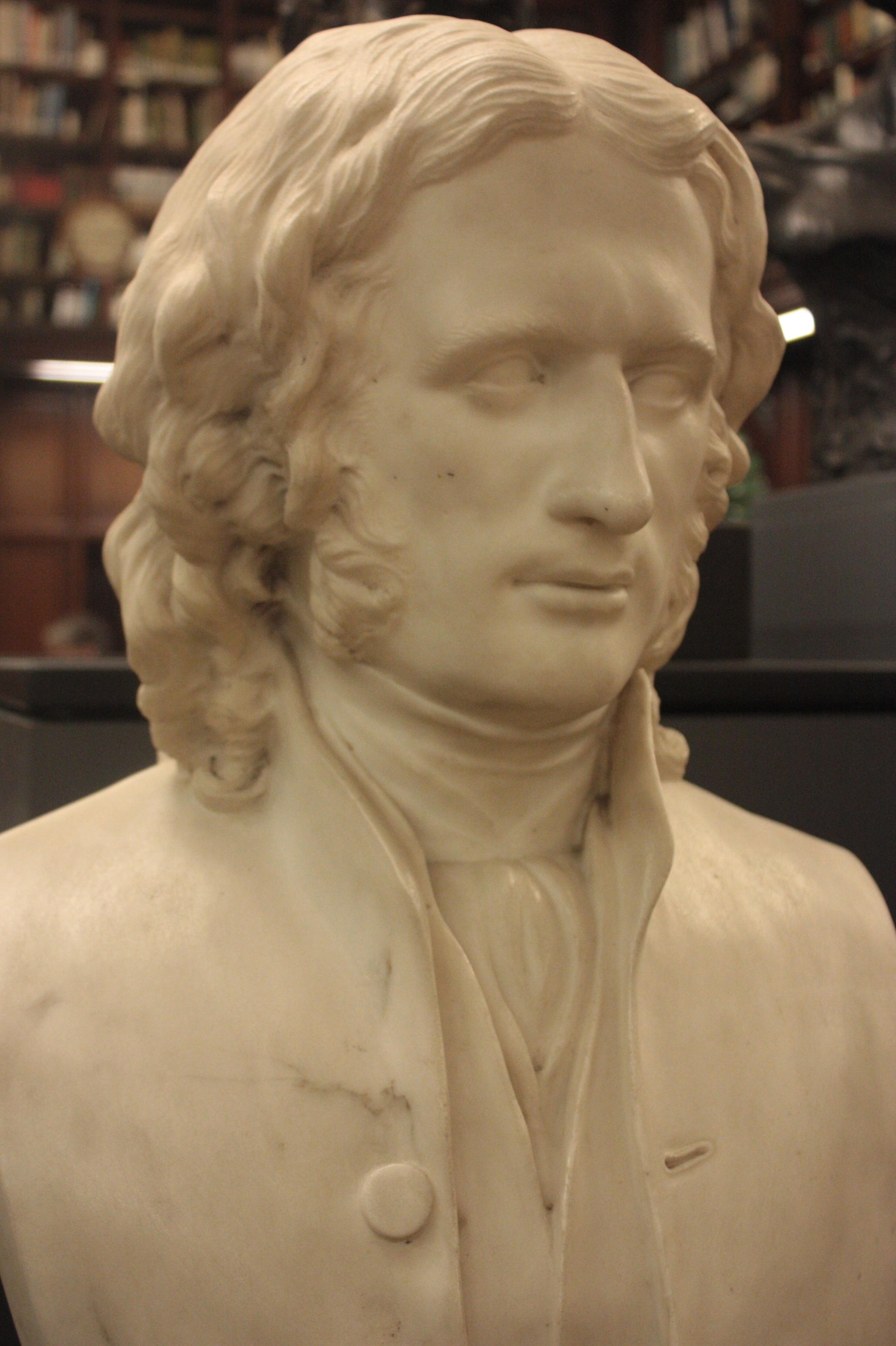
Edward Irving par Hamilton Wright MacCarthy, 1867

Edward Irving (4 août 1792 – 7 décembre 1834) est un pasteur écossais considéré comme le principal fondateur de l'Église catholique apostolique.

## Biographie

### Jeunesse
Edward Irving est né à Annan, dans district d'Annandale (Dumfries and Galloway). Du côté de son père, qui était tanneur, il était issu d'une famille connue depuis longtemps dans le quartier, qui avait des liens avec des huguenots  français réfugiés. La famille de sa mère, les Lowthers, est une famille de paysans et de petits propriétaires terriens d'Annandale. La première étape de son éducation a été une école tenue par Peggy Paine, une amie de Thomas Paine, après quoi il entra à l'Académie d'Annan pour y suivre l'enseignement d'Adam Hope, dont une évocation est esquissée dans Les Réminiscences de Thomas Carlyle.

### Début de carrière en Écosse
À l'âge de treize ans, il entra à l'Université d'Édimbourg. En 1809, il est diplômé (M.A. ou maîtrise) et, en 1810, sur la recommandation de Sir John Leslie, il est élu maître de l'académie nouvellement établie à Haddington, East Lothian, où il devient le tuteur de Jeanne Welsh, qui deviendra célèbre sous le nom de Mme Carlyle, l'une des grandes femmes écrivains du dix-neuvième siècle.
Il se fiance en 1812 avec Isabelle Martin, avec qui il se marie en 1823 ; mais il tombe progressivement amoureux de Jane Welsh, et c'est réciproque. Il a essayé de rompre ses fiançailles avec Mlle Martin, mais en a été empêché par sa famille. Ironie du sort, c'est lui qui, en 1821, avait présenté Jane à Thomas Carlyle, son futur mari. (Point qui peut prêter à confusion, Irving a été aussi influent dans la vie d' un autre Thomas Carlyle, né quelques années plus tard, à qui il devait confier des responsabilités au sein de sa nouvelle église.)
De Haddington, il passa à un autre poste similaire, à Kirkcaldy, Fife, en 1812. Il poursuivit ses études de théologie en parallèle et fut autorisé à prêcher en juin 1815, mais il continua à s'acquitter de ses devoirs scolaires pendant trois ans. Il a consacré ses loisirs, non seulement à étudier les mathématiques et la physique, mais aussi à suivre un cours de lecture dans la littérature anglaise. Son penchant en faveur de l'antiquité dans le sentiment et le style a été renforcé par une lecture attentive des classiques, parmi lesquels Richard Hooker était son auteur préféré. Dans le même temps, son amour du merveilleux trouvait satisfaction dans les merveilles des mille et une Nuits, et on rapporte qu'il portait continuellement dans un poche de son gilet un exemplaire miniature d'Ossian, dont il déclamait souvent des passages avec un verbe sonore et des gestes véhéments.
À l'été 1818, il démissionne de son poste et, afin d'augmenter la probabilité d'obtenir une nomination à titre permanent dans l'Église d'Écosse, prend résidence à Édimbourg. Bien que son art oratoire exceptionnel semble lui avoir valu l'approbation de certains dignitaires de l'église, l'obtention d'un poste pastoral semblait bien peu probable. Il envisageait une tournée missionnaire en Perse mais son départ fut stoppé Thomas Chalmers, qui, après beaucoup de retard, obtint en octobre 1819 pour Irving un poste  de pasteur adjoint et de missionnaire à  la paroisse St John's de Glasgow.
Les sermons d'Irving n'éveillèrent que peu d'intérêt au sein de sa nouvelle paroisse. Chalmers lui-même comparait sa prédication à de la musique italienne, appréciée seulement par les connaisseurs; il a davantage de succès comme missionnaire dans les milieux populaires, où il a exercé une influence remarquable. La bénédiction "La paix soit sur cette maison", par laquelle il saluait tous les logements dans lesquels il entrait, ce en conformité avec l'usage apostolique, qui correspondait bien à sa stature et à son apparence, avait le mérite de retenir l'attention des gens, d'autant plus efficacement après que la magie de sa personnalité eut trouvé la possibilité de se révéler au travers des échanges dans l'intimité chaleureuse d'un foyer.

### Londres

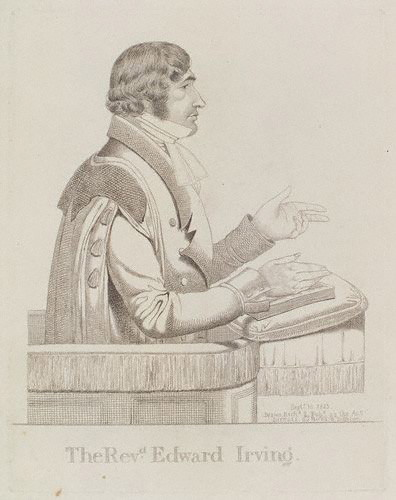
Edward Irving en chaire, croquis, septembre 1823.

Ce demi-succès dans une position subalterne ne pouvait satisfaire les aspirations d'Irving. Dès l'hiver 1821, il commence à nouveau à rechercher des opportunités de travail missionnaire en Orient, mais un appel de l’Église écossaise de Hatton Garden à Londres le fit changer d'avis car cela lui permettait de réaliser un rêve : mettre son talent à l'épreuve du défi posé par cette paroisse londonienne en difficulté.
Il fut consacré pasteur de l’Église d’Écosse en juillet 1822 à l'occasion de son arrivée dans ce poste pastoral. Quelques années auparavant, il avait exprimé sa conviction que l'un des principaux besoins de l'époque était de pénétrer les milieux areligieux, de faire venir les adeptes de la mode, de la littérature, du sentiment, de la politique et du rang, qui se contentaient leurs diverses idolâtries et se passaient de toute piété envers Dieu et de tout amour envers Son Messie ; et, avec une soudaineté qui devait produire sur lui un effet presque stupéfiant, il avait maintenant la satisfaction de voir les "adeptes de ces diverses idolâtries" se presser pour écouter de sa bouche les paroles de sagesse qui les délivreraient de leurs idolâtries et remodèleraient leurs vies selon la façon d'être des temps apostoliques.
Ce bond soudain de popularité semble avoir été occasionné par une allusion voilée à l'éloquence saisissante d'Irving faite à la Chambre des Communes par Calming, qui avait été amené à assister à ses cultes par admiration pour le texte d'une de ses prières, qui lui avait été citée par James Mackintosh. Sa stature imposante et équilibrée, la beauté sombre et mélancolique de son visage, soulignée plutôt qu'altérée par un léger strabisme, produisaient une forte impression avant même que sa voix profonde et puissante eût fait entendre ses accents dramatique ou mélodieux. Des demi-vérités dures ou superficielles énoncées avec une telle aisance et une telle grâce, non seulement avec un air de conviction absolue, acquéraient une vraisemblance et une importance qui, tout au moins pendant que l'orateur parlait, rendaient ses auditeurs complètement oublieux de leurs objections préconçues. L'objet de ses discours, et son traitement particulier des sujets, du moins au début, également constitué une partie considérable de son attrait.

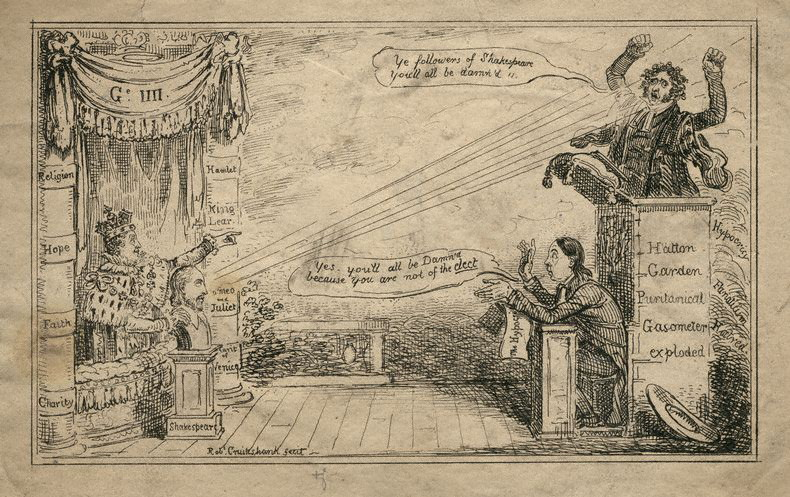
Caricature d'Edward Irving prêchant par Isaac Robert Cruikshank (1824).

Il s'était spécialement préparé à enseigner à des hommes imaginatifs, des hommes politiques, des hommes de loi et des hommes de science qui portent de hautes responsabilités, sans essayer de gagner leur attention par des arguments théologiques abstraits et usés, mais en discutant les opinions, la poésie, la politique, les manières et les coutumes du temps, etc., cela non avec le détachement et la mesure d'un philosophe, mais avec un esprit de satire féroce, s'appuyant sur des dénonciations sans complaisance, y compris concernant des personnes. 
Un feu roulant de critiques des ouvrages, journaux et revues récents figurait en tête de son recueil Orations, paru en 1823, mais cela ne souleva qu'une émotion superficielle et surtout temporaire dans l'opinion. Bien que nourrissant une forte hostilité envers les formulations ecclésiastiques convenues, Irving poursuivait l'objectif majeur de faire revivre le style de pensée et de sentiment du monde antique originel qui s'était ensuite "fossilisé" dans ces formulations. Cela supposait d'être capable d'effacer l'influence des idées nouvelles et des manquements moraux qu'il identifiait mais dont les racines profondes étaient en réalité hors de sa portée.
En raison de ce désaccord total avec le principal courant  de pensée de son temps, l'échec de son entreprise était inéluctable. Peu de temps après l'ouverture de sa nouvelle église à Regent Square en 1827, il constata que l'effet de mode avait pris fin, et que son église, bien que toujours bien remplie, ne débordait plus. Cette désertion, tout en blessant profondément son grand amour-propre, le confirmait dans son désespoir de l'amélioration graduelle du monde et le poussa dans sa tendance au surnaturalisme.

### Précurseur de l’Église catholique-apostolique
Pendant des années, la question des prophéties avait occupé une grande partie des pensées d'Irving, et sa croyance en l'approche proche du second avènement avait été renforcée par la lecture de l'œuvre d'un prêtre jésuite, Manuel Lacunza, sous le nom juif de "Juan Josafat Ben-Ezra", dont il publia en 1827 une traduction accompagnée d'une préface élogieuse. Probablement les opinions religieuses d'Irving, initialement à certains égards plus catholiques et plus fidèles à la nature humaine que celles généralement admises dans les cercles ecclésiastiques, avaient gagné en ampleur grâce à ses relations avec Samuel Taylor Coleridge, mais graduellement c'est autour de la composante mystique et obscure de la philosophie de Coleridge qu'il concentra son attention et c'est là selon toute vraisemblance d'où provient son initiation à la doctrine du millénarisme.
La première étape de son développement ultérieur qui a abouti à la création de l’Église irvingienne ou Église catholique-apostolique en 1832 s'est faite en relation avec les Conférences d'Albury (1826-30), présidées par Hugh M'Neile (en) (1795-1879), dans la résidence de son ami Henry Drummond, à Albury, dans le Surrey ; celles-ci se consacraient à l'étude des prophéties vétéro-testamentaires non accomplies, suivie d'une étude complète des livres prophétiques et de l'Apocalypse, et de plusieurs séries de sermons sur la prophétie à Londres et en province. Ses conférences apocalyptiques remplirent les plus grandes églises d'Édimbourg les matins d'été de 1828.
En 1830, cependant, s'ouvrait à son imagination ardente une nouvelle perspective des choses spirituelles, un nouvel espoir pour l'époque où il vivait, par le réveil dans un coin reculé de l'Écosse (Row et Port Glasgow) de ces dons apostoliques de prophétie et de guérison miraculeuse dont il s'était persuadé dès 1828 qu'ils étaient tombés en déshérence par manque de foi. Les prophéties et la glossolalie gagnèrent bientôt l'église londonienne d'Irving.
Aussitôt, il accueillit ces nouveaux pouvoirs comme une preuve inconditionnelle qui ne put être ébranlée ni par les remontrances ni par la perte de ses amis les plus chers, pas plus que par la rétractation de certains des principaux porteurs des dons, sa propre descente vers une position subalterne, les faibles résultats des manifestations ou leur rejet général à la fois par l'église et le monde. Son excommunication par le consistoire presbytérien de Londres en 1830 à la suite de la publication de ses doctrines sur l'humanité de Jésus-Christ, et la condamnation de ces opinions par le synode général de l'Église d'Écosse l'année suivante, lui apparurent comme des épisodes secondaires qui affectèrent néanmoins sa carrière en l'isolant davantage de la sympathie de l'église. Les irrégularités liées à la manifestation des dons l'éloignèrent peu à peu de la majorité de sa propre congrégation, et qui se plaignit auprès du consistoire de Londres - dont ils avaient jadis rejeté l'autorité, à la suite de quoi il fut déclaré inapte à rester ministre de l'Église nationale écossaise de Regent Square.

### "Ange" de l’Église catholique-apostolique
En mars 1833, après qu'Irving et ses partisans (se désignant eux-mêmes comme la Sainte Église catholique-apostolique) eurent été déplacés en 1832 vers un nouvel immeuble dans Newman Street, il fut révoqué par le consistoire presbytérien d'Annan, pour hérésie. Après un certain temps, il fut à nouveau consacré, comme le premier pasteur de l’Église nouvelle assemblée dans les locaux de la rue Newman. 
La nouvelle dénomination fut baptisée Église catholique apostolique et Edward Irving en fut nommé l'"Ange". Son ami Cardale, un très bon organisateur, dut nommé "apôtre" et leur collaborateur Taplin "prophète". Le nombre des "apôtres" augmenta rapidement pour atteindre bien évidemment le nombre de douze. Cette organisation se fit en bonne partie en dehors d'Irving.
Ses travaux incessants et son excitation spirituelle incessante épuisèrent bientôt complètement les ressorts de son énergie vitale. Il décéda d'épuisement à seulement 42 ans, le 7 décembre 1834. Il est enterré dans la crypte de la cathédrale de Glasgow, près de la tombe de Saint Mungo.

## Postérité
Après la mort d'Edward Irving, l’Église catholique-apostolique se développa, notamment grâce au généreux financement de Henry Drummond qui fit construire une église à Albury et légua le domaine à l’Église. Le culte de cette église était riche de prophéties et d'une fastueuse liturgie. 
L’Église catholique-apostolique, aujourd'hui presque disparue, a été un précurseur du pentecôtisme.

## Mémorial
Une statue d'Edward Irving se trouve sur le terrain de l'église paroissiale de Annan Old Parish Church dans le Dumfriesshire.

## Œuvres
Œuvres d'Irving publiées pendant sa vie :
- For the Oracles of God, Four Orations (1823)
- For Judgment to come (1823)
- Babylon and Infidelity foredoomed - A Discourse on the Prophecies of Daniel and the Acopalypse which relate to these latter times, and until the Second Advent (1826, 2nd ed. 1828)
- Sermons, etc. (3 vols, 1828)
- Exposition of the Book of Revelation (1831)
- an introduction to The Coming of Messiah in Glory and Majesty, traduction du livre de Manuel Lacunza
- an introduction to Horne's Commentary on the Psalms.

Ses œuvres complètes furent publiées en 5 volumes, regroupées par Gavin Carlyle. 